# STS-51
STS-51 (Space Transportation System-51) var rumfærgen Discovery 17. rumfærge-mission. Den blev opsendt d. 12. september 1993 og vendte tilbage den 22. september 1993.
Missionen primære nyttelast var satelliterne Advanced Communications Technology Satellite (ACTS) og Orbiting and Retrievable Far and Extreme Ultraviolet Spectrograph-Shuttle Pallet Satellite (OERFEUS-SPAS).
Hovedartikler:

## Besætning
- Frank Culbertson (kaptajn)
- William Readdy (pilot)
- James Newman (1. missionsspecialist)
- Daniel Bursch (2. missionsspecialist)
- Carl Walz (3. missionsspecialist)

## Missionen
Missionen medbragte følgende nyttelast:
- Advanced Communications Technology Satellite (ACTS)
- Orbiting and Retrievable Far and Extreme Ultraviolet Spectrograph-Shuttle Pallet Satellite (OERFEUS-SPAS)
- Limited Duration Space Environment Candidate Material Exposure (LDCE)
- IMAX 70 mm camera
- Commercial Protein Crystal Growth (CPCG) Block II
- Chromosome and Plant Cell Division in Space (CHROMEX-04)
- High Resolution Shuttle Glow Spectroscopy (HRSGS-A)
- Aurora Photography Experiment (APE- B)
- Investigation into Polymer Membranes Processing (IPMP)
- Radiation Monitoring Equipment III (RME III)
- Air Force Maui Optical Site (AMOS) calibration test

- ORFEUS SPAS
- rumvandring
- ACTS
- Discovery set med IMAX fra ORFEUS SPAS